# Pilules bleues (téléfilm)
Pour plus de détails, voir Fiche technique et Distribution.
Pilules bleues est un téléfilm français de Jean-Philippe Amar, diffusé le 26 septembre 2014 sur Arte. C'est une adaptation de Pilules bleues et Onomatopées, bandes dessinées de Frederik Peeters respectivement parus en 2001 et 2004.

## Synopsis
JB, jeune dessinateur, tombe sous le charme de Laura, jeune mère divorcée. Leur relation débute doucement lorsque Laura lui apprend sa séropositivité. Mais leur attirance mutuelle l'emporte et JB emménage rapidement avec la jeune femme et son fils…

## Fiche technique
- Réalisation : Jean-Philippe Amar
- Scénario et dialogues : Jean-Philippe Amar, Charlotte Sanson
- Production :  Arte et La Parisienne d'Images
- Producteurs : Catou Lairet, Gilles Galud
- Photographie : Emmanuel De Fleury
- Décors : François Chauvaud
- Musique originale : Laurent Garnier, Benjamin Rippert, Stéphane Dri
- Casting : Aurélie Avram
- Pays d'origine :  France
- Langue originale : français
- Budget :
- Dates de tournage :
- Dates de sortie :
  -  France : 26 septembre 2014 (première diffusion sur Arte)

## Distribution
- Guillaume Gouix : Jean-Baptiste dit JB
- Florence Loiret Caille : Laura
- Émilie Caen : Alexia
- Benjamin Bellecour : Guy
- Emmanuel Salinger : Docteur Frémont
- Timothé Vom Dorp : Oscar, 6 ans
- Philippe Laudenbach : Le mammouth (voix)
- Gabrielle Atger : La mère de Matthieu